# Mubadala World Tennis Championship 2018
El Mubadala World Tennis Championship 2018 fue un torneo de exhibición no afiliado ATP. Será la décima edición del Campeonato Mundial de Tenis Mubadala con los mejores jugadores del mundo compitiendo en el evento, celebrado en un formato de eliminación directa. El ganador recibe un premio de $ 250,000. El evento se llevó a cabo en el International Tennis Centre en la Ciudad Deportiva Zayed en Abu Dabi, Emiratos Árabes Unidos.

## Jugadores

### Individuales masculino
| Tenista        | Ranking | Preclasificado |
| Novak Djokovic | 1       | 1              |
| Rafael Nadal   | 2       | 2              |
| Kevin Anderson | 6       | 3              |
| Dominic Thiem  | 8       | 4              |
| Karen Jachanov | 11      | 5              |
| Hyeon Chung    | 25      | 6              |

### Individuales femenino
| Tenista         | Ranking | Preclasificada |
| Serena Williams | 16      | 1              |
| Venus Williams  | 38      | 2              |

## Campeones

### Individual masculino
- Novak Djokovic venció a  Kevin Anderson por 4-6, 7-5, 7-5

### Individual femenino
- Venus Williams venció a  Serena Williams por 4-6, 6-3, [10-8]